# Géographie de la Loire-Atlantique

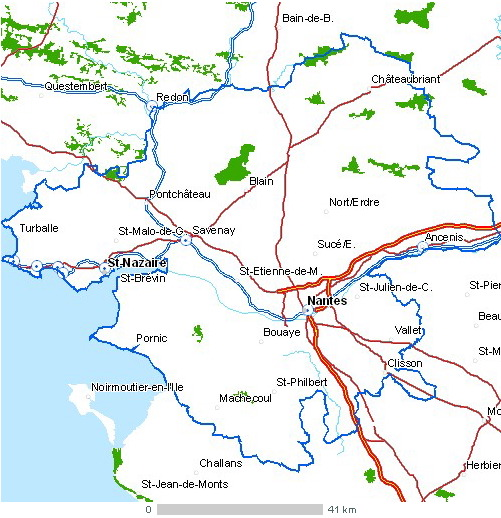
Carte de la Loire-Atlantique

Située sur la côte atlantique de la France, juste au Sud du début de la péninsule bretonne, la Loire-Atlantique est limitrophe des départements du Morbihan au Nord-Ouest, d'Ille-et-Vilaine au Nord, de Maine-et-Loire à l'Est et de Vendée au Sud. La côte Ouest est bordée par l'océan Atlantique. Le département est traversé par la Loire qui, formant un estuaire à partir de Nantes, se jette dans l'océan au niveau de Saint-Nazaire.

## Relief

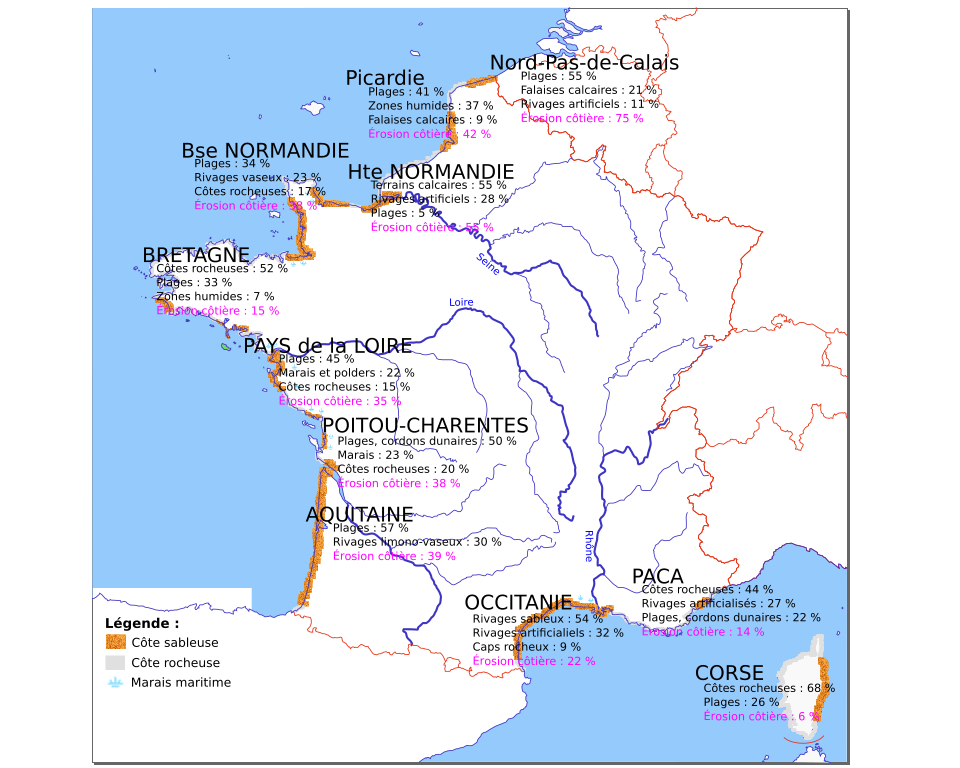
Géomorphologie des côtes de France par région : caractéristiques dominantes du trait de côte et % d'érosion du linéaire côtier (chiffres en 1996). À la différence du littoral manchot et aquitain, le littoral breton, constitué essentiellement de structures résistantes du granite, recule fort peu et constitue des côtes plutôt stables.

Globalement, le relief de la Loire-Atlantique est assez peu marqué. Au Nord de la Loire, on trouve un ensemble de plateaux qui peuvent culminer à 100 m d'altitude (le point culminant du département est la colline de la Bretèche, située sur la commune de Fercé, près de Châteaubriant, avec 119 m d'altitude, ce qui fait de la Loire-Atlantique le département le moins élevé de France). Au Sud-ouest du fleuve, vers le pays de Retz, le paysage est plutôt marqué par une succession de collines atteignant 64 m à Rouans. Le relief le plus marquant est cependant le Sillon de Bretagne, une suite de collines qui traverse le département selon une direction Nord-Ouest / Sud-Est, soit de Pontchâteau à Orvault, atteignant 93 m au Temple-de-Bretagne. Les points culminants de la Loire-Atlantique derrière la colline de la Bretèche atteignent 96 mètres à Nozay puis 95 mètres dans les communes de Le Cellier près d'Oudon et Vallet dans le vignoble.

## Géologie
Géologiquement, le département fait partie du Massif armoricain ; sa géologie est variée (schistes et grès primaires, faluns tertiaires). Le bassin houiller de Basse Loire s'étend dans l'est du département et un lambeau du bassin houiller de Vendée déborde au sud.

## Hydrographie

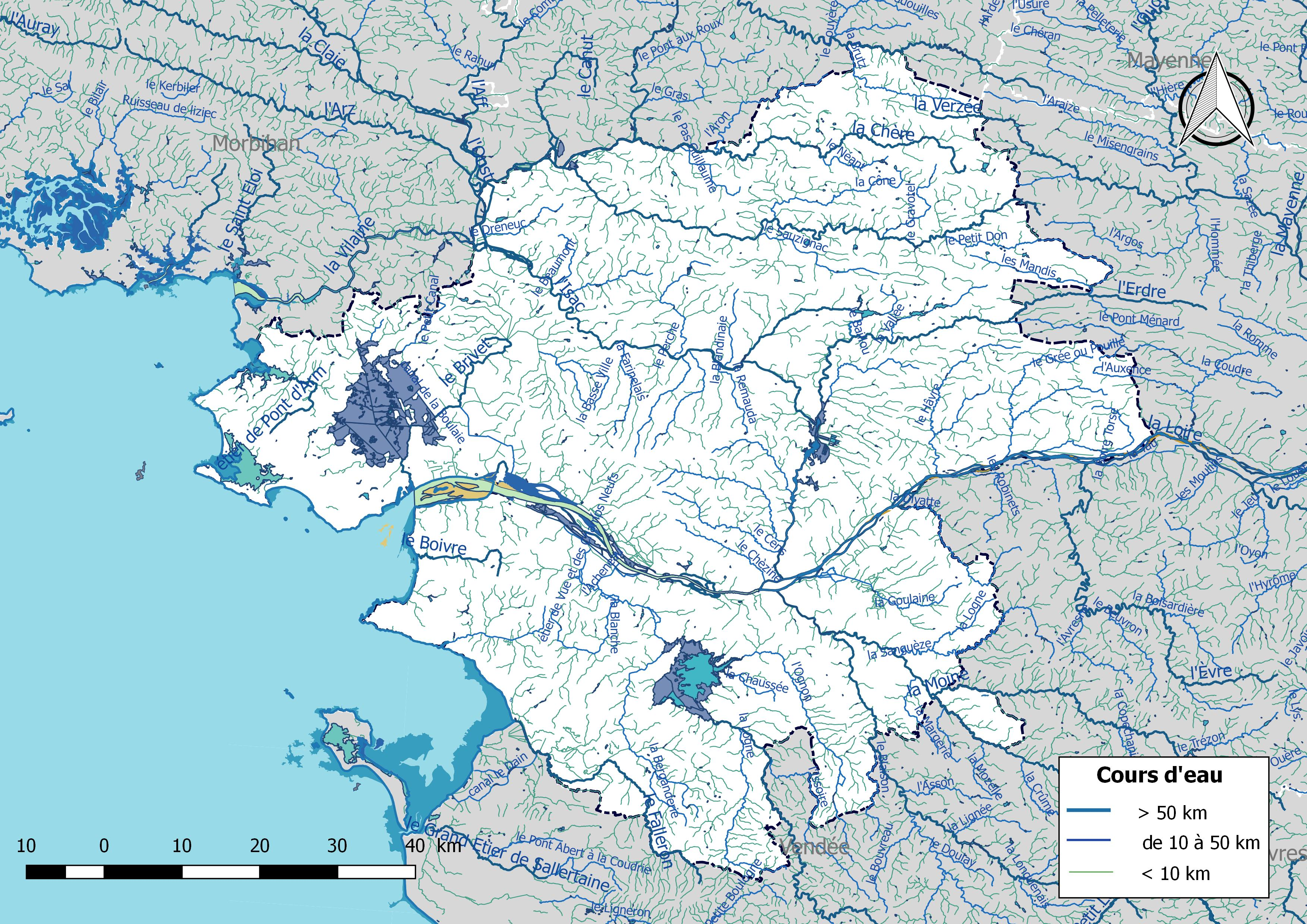
Carte de l'ensemble du réseau hydrographique de la Loire-Atlantique.

### Cours d'eau
Le département de la Loire-Atlantique est entièrement situé dans le bassin hydrographique de la Loire, à savoir le bassin Loire-Bretagne. D'une longueur de 4 000 km, le réseau hydrographique départemental comprend 10 cours d'eau de longueur supérieure à 50 km et 72 de longueur supérieure à 10 km. la Loire, la Sèvre Nantaise, l'Erdre, le Don, la Boulogne, le Semnon, la Vilaine, l'Isac, le Brivet, la Maine, la Moine. La Loire constitue un élément géographique majeur ; en amont de Nantes, la Loire est encore essentiellement fluviale ; on considère généralement que l'estuaire de la Loire commence au niveau de Nantes et les variations de niveau liées à l'influence océanique des marées y sont perceptibles (l'Acheneau, affluent de la Loire situé en aval de Nantes, voit parfois son cours s'inverser lors de fortes marées).

### Bassins versants
Les bassins hydrographiques sont découpés dans le référentiel national BD Carthage en éléments de plus en plus fins, emboîtés selon quatre niveaux : régions hydrographiques, secteurs, sous-secteurs et zones hydrographiques. Le département est découpé en trois régions hydrographiques : « la Loire de la Maine à la mer », les J bassins côtiers du sud de la Loire » et les « côtiers vendéens ». Par ailleurs les secteurs et sous-secteurs peuvent être regroupés en seize bassins versants : la Loire, la Sèvre Nantaise, l'Erdre, le Don, la Boulogne, le Semnon, la Vilaine, l'Isac, le Brivet, la Maine, la Moine, la Chère, l'Oudon, l'Acheneau, le Boivre, les côtiers de la Vilaine et les côtiers et marais vendéens.

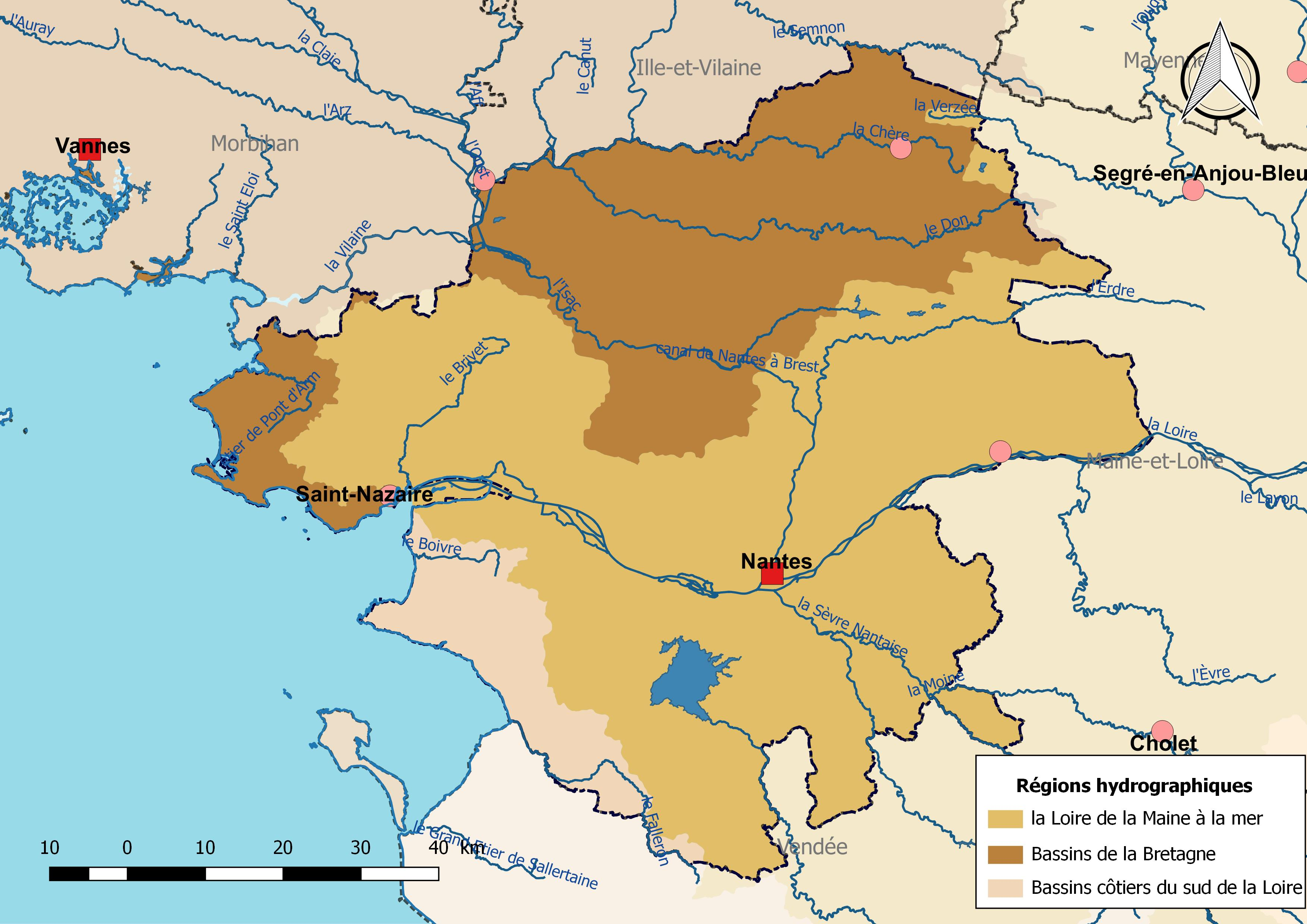
La Loire-Atlantique est découpée en trois régions hydrographiques.
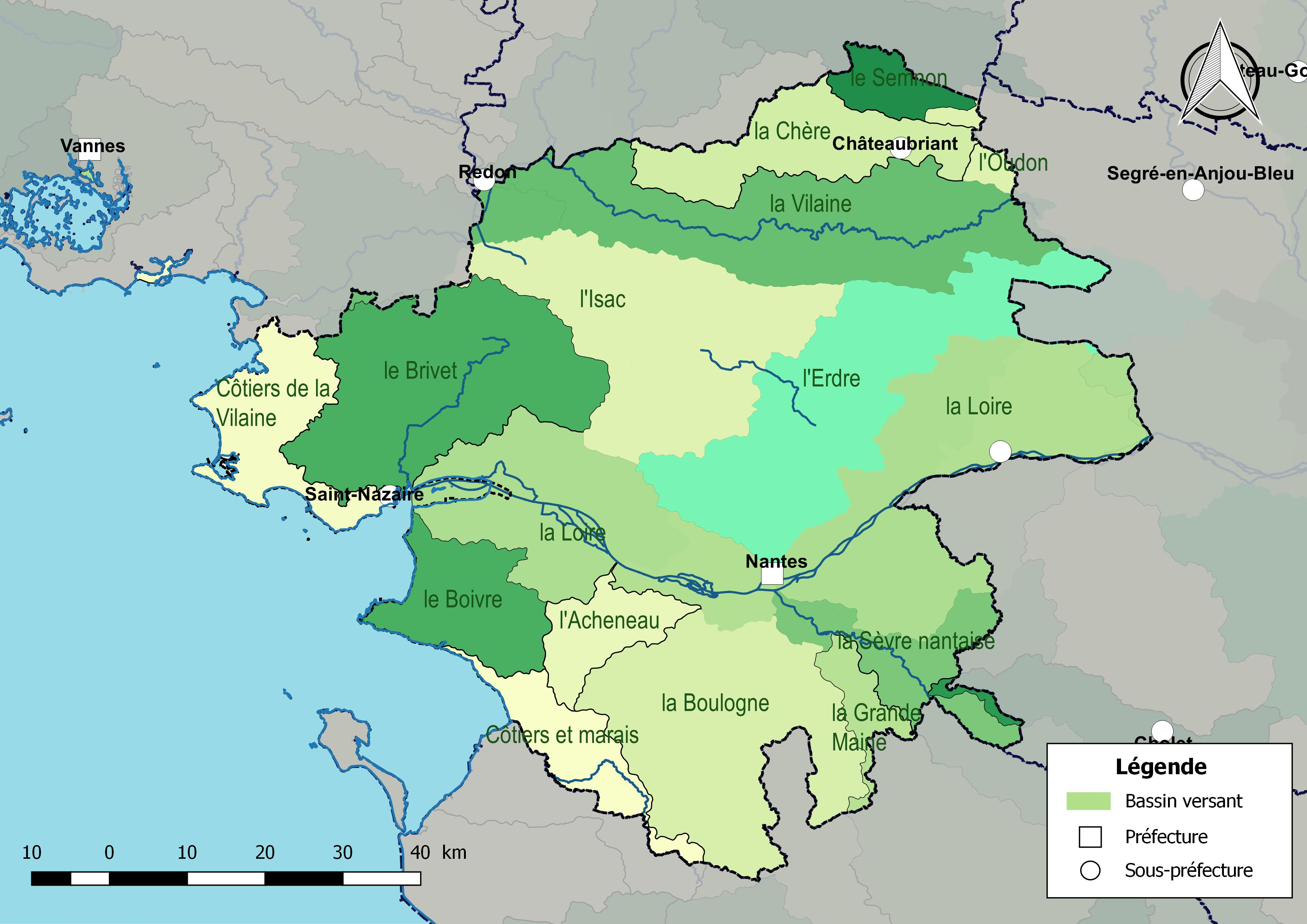
Les seize principaux bassins versants de la Loire-Atlantique.

## Zones humides
La Loire-Atlantique est marquée par de nombreux marais, comme la Brière au Nord de Saint-Nazaire ou les marais de Couëron en aval de Nantes, les marais salants de Guérande. Au Sud de Nantes, le lac de Grand-lieu est l'un des plus grands lacs de France, sa très faible profondeur (moins de 2 m) combinée à une pente extrêmement faible rendant sa superficie très variable. De manière générale, le département comporte énormément de zones humides.

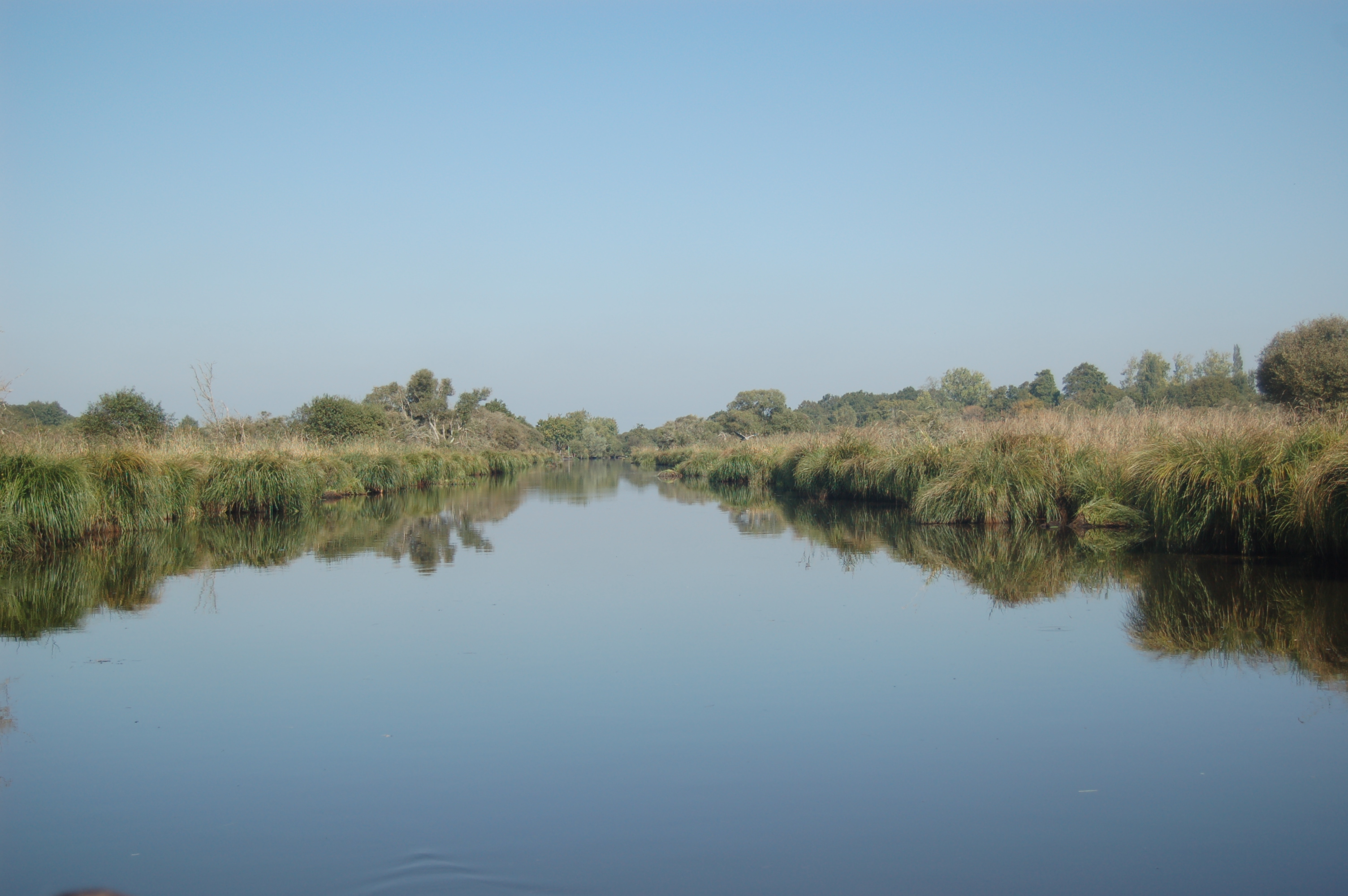
Paysage de Brière, dans l'ouest.
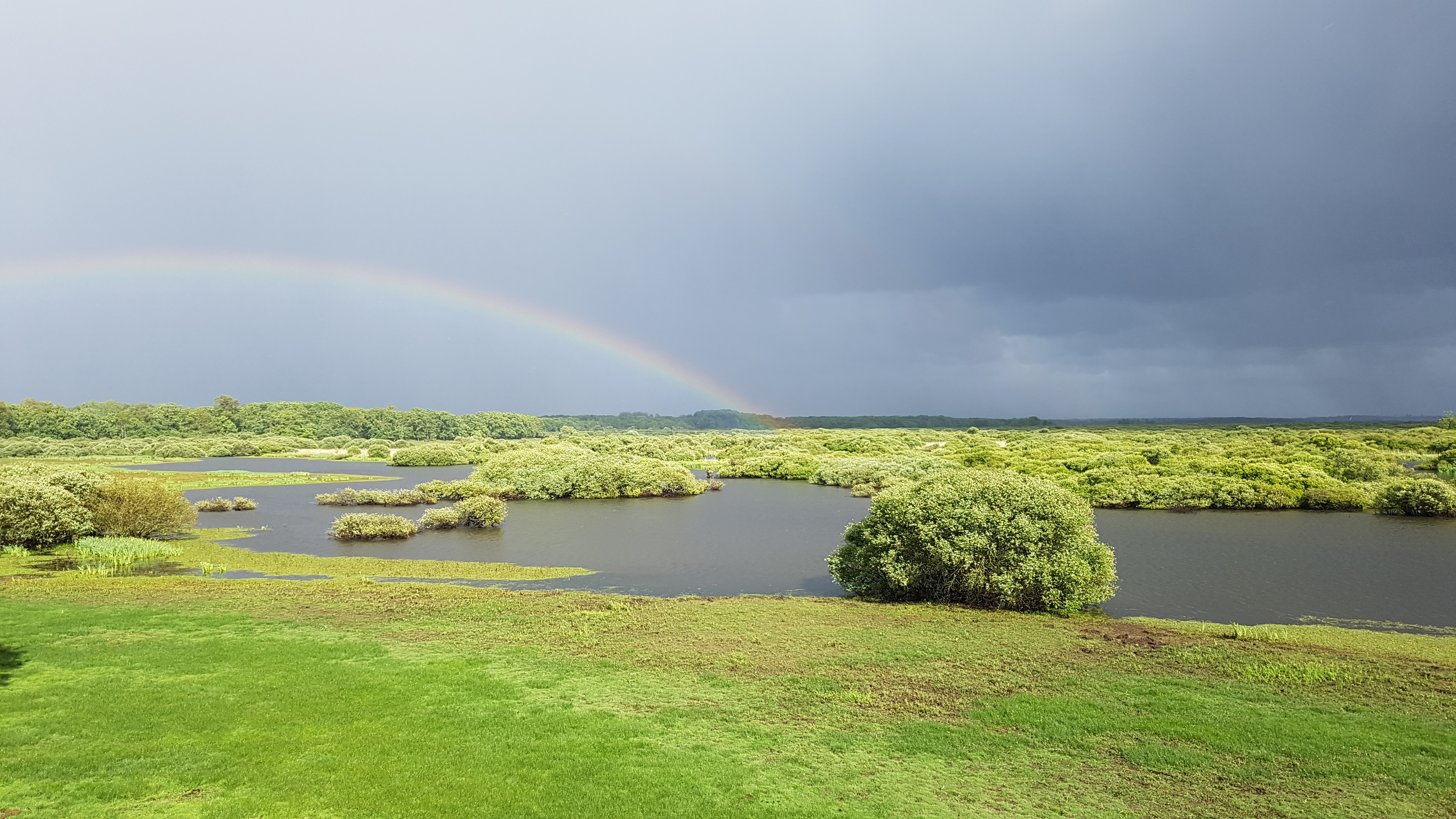
Lac de Grand-Lieu, dans le sud.
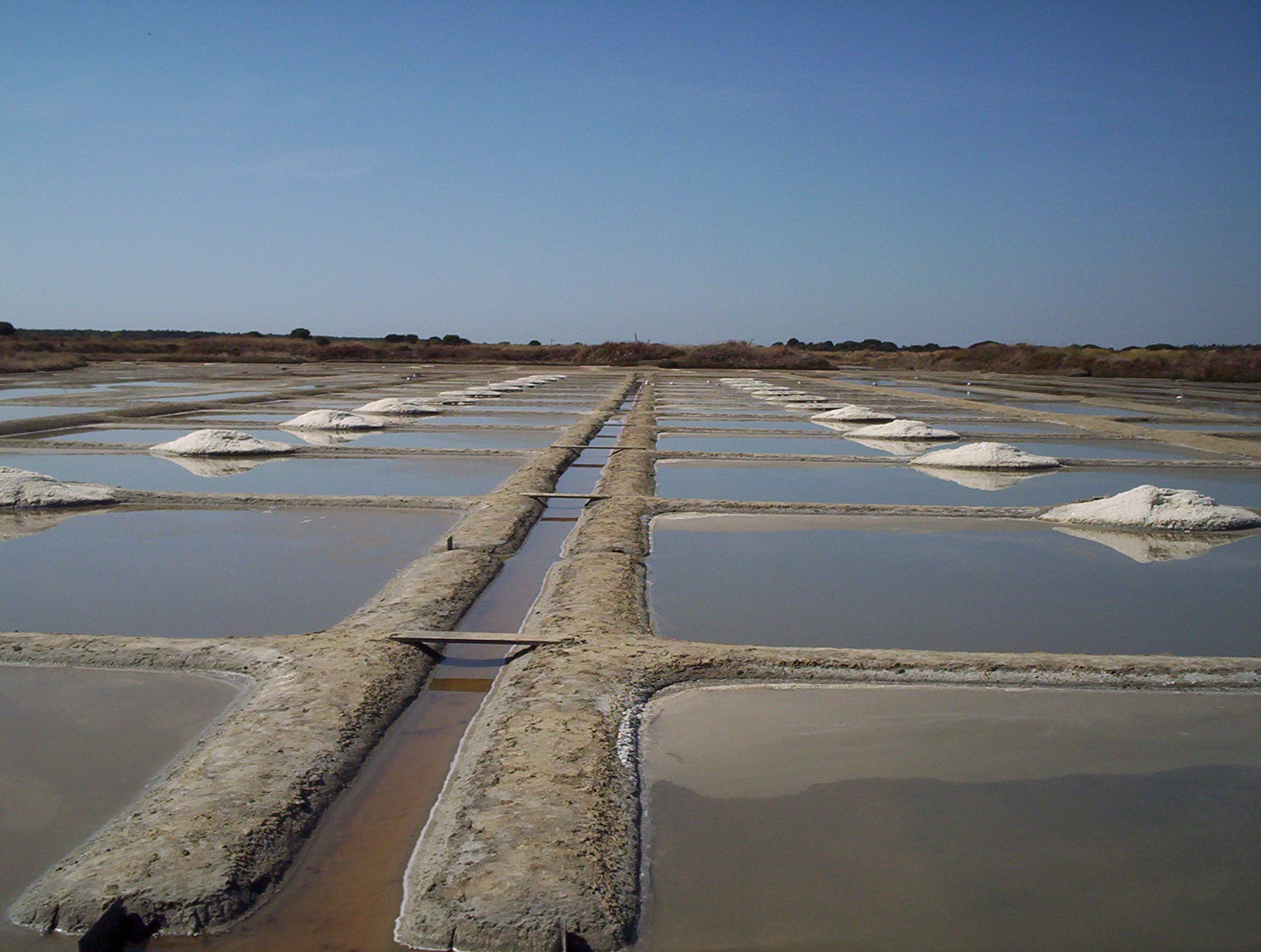
Marais salants de Guérande, dans l'ouest.

## Littoral

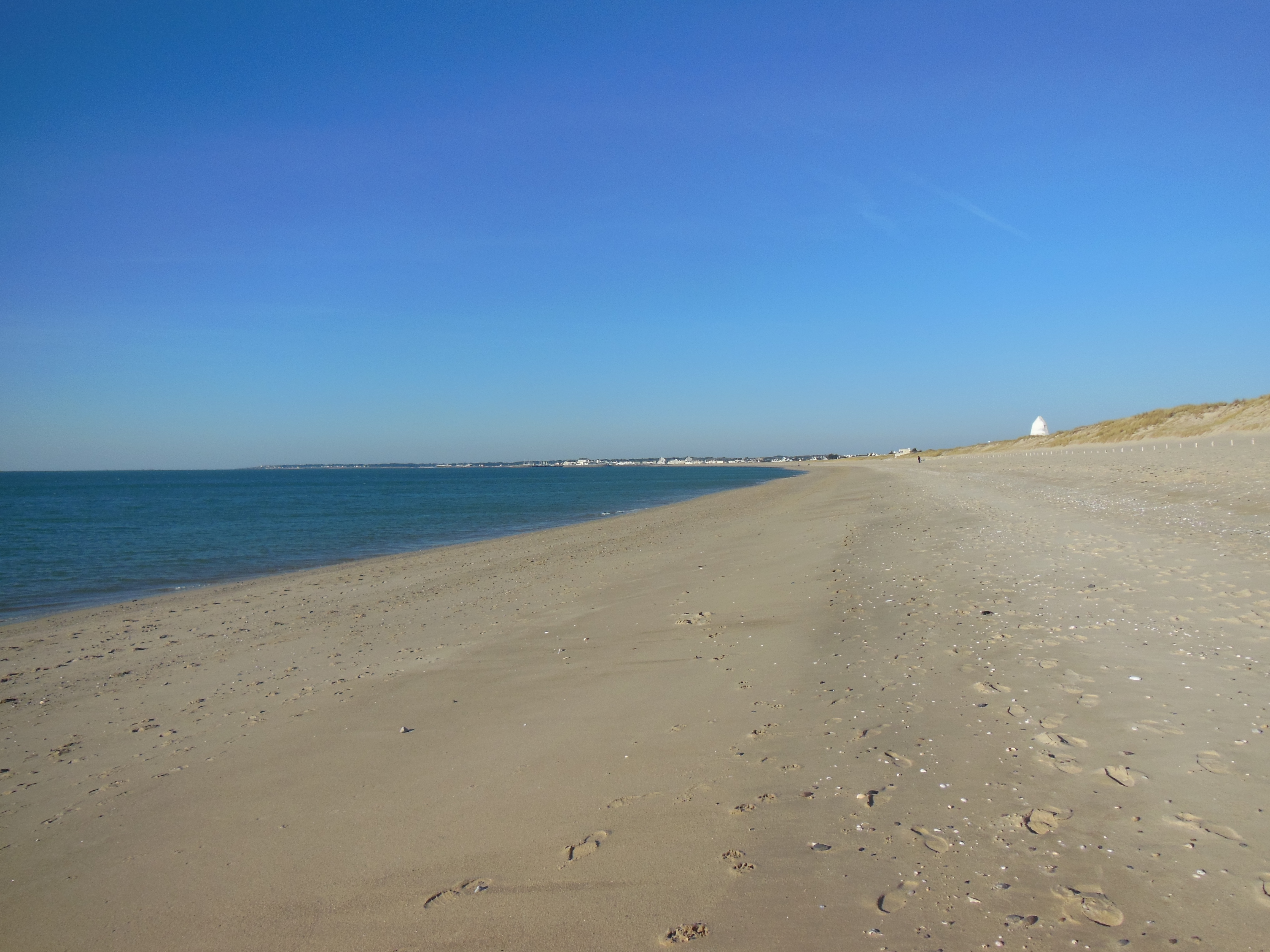
Plage grande falaise à La Turballe.

L'implantation humaine sur les côtes est attestée dès le Paléolithique, en raison des avantages spécifiques que fournit le littoral (climat océanique doux et pluvieux, exploitation des ressources halieutiques, activité de commerce…).
Le littoral présente une grande diversité. Il alterne baies, plages et côtes basses, côtes rocheuses moyennes et falaise. Le trait de côte est découpé de façon fractale donc, par nature, sa longueur dépend de l'échelle utilisée pour la mesurer, elle est dite « infinie ». L'estimation qui est le plus souvent retenue est un linéaire côtier de 133 km dont 68 km de plages. La littoralisation des activités a entraîné de développement de filières maritimes qui génèrent emplois directs (500 marins pêcheurs au niveau des 26 ports de pêche et de plaisance maritimes, 600 emplois aquacoles et 300 pour la saliculture) et indirects (25 000). Bien que très ancien, le processus de littoralisation de la Côte d'Amour s'est fortement développé depuis la Seconde Guerre mondiale. Cette littoralisation concentre 14 % de la population totale du département sur les 20 communes littorales,.
L'érosion côtière dont les causes sont naturelles ou anthropiques, à la fois marines et continentales, est surtout manifeste dans le cas des côtes à falaises. La politique de gestion du trait de côte a évolué au cours des dernières années : alors que l'approche historique consistait à tenter de maîtriser la nature par la technique (méthodes dures avec la construction d'ouvrages de défense contre la mer : digues, enrochements, brise-lames recouvrant 20 % du linéaire côtier) qui se sont avérés coûteux et souvent peu efficaces, voire contreproductifs, l'approche plus environnementale depuis les années 1990 tente de gérer les causes de l'érosion plutôt que ses effets. Elle s'inscrit dans la démarche de gestion intégrée des zones côtières, qui considère que la protection du littoral concerne autant des espaces urbains et des zones d'activité économique, que des lieux touristiques et les espaces à haute valeur patrimoniale ou environnemental. Afin de réduire les dégradations provoquées par la surfréquentation touristique (stationnement et cheminement sauvages, régression du couvert végétal et compaction du sol par piétinement intense, développement de sentes et de brèches d'érosion en limite d'emprise des voies d'accès au littoral), le Conservatoire du littoral participe à la mise en œuvre d'une politique de lutte contre l'érosion engendrée par les facteurs anthropiques : délimitation et la mise en défens des zones sensibles (clôtures basses bifil ou trifil, ganivelle), restauration des sols érodés et de la végétation (pose de toile de jute, transfert de mottes de végétation locale, installation de fascines, revégétalisation des dunes, etc.), matérialisation claire d’un réseau de sentiers piétonniers (léger décaissement, passerelles, empierrement, balisage par des cairns), installation d’une signalétique d’information (panneaux, micro-pupitres au sol). Cette gestion intégrée privilégie également d'autres méthodes douces de protection contre l'érosion engendrée par des facteurs naturels : rechargement des plages en sable, reconstitution des herbiers de posidonie, nettoyage écologique des plages…